# Dark Was the Night, Cold Was the Ground
Pour la compilation de 2009 pour la Red Hot Organisation, voir Dark Was the Night.
Dark Was the Night, Cold Was the Ground est une chanson de gospel blues écrite et interprétée par le musicien américain Blind Willie Johnson, enregistrée en 1927. 
La chanson est principalement instrumentale, mettant en vedette la guitare slide et le style de picking autodidacte de Willie Johnson accompagnés de ses vocalisations typiques du blues. Cette chanson, dont le titre signifie en français « Sombre était la nuit, froid était le sol », fait référence à un chant religieux évoquant la solitude et le désespoir humain, comme celui présent après la crucifixion du christ à la descente de la croix et le dépôt du corps sur le sol (pour rappel le gospel-blues et le blues tirent beaucoup leur inspiration de la religion).   
Cette chanson est considérée comme une référence du genre, elle à la particularité d'être l'un des 27 échantillons de musique du monde inclus dans le Voyager Golden Record, un disque en or, comportant des informations et des pistes audio. Ce disque est fixé sur les sondes Voyager 1 et Voyager 2, lancé dans l'espace en 1977 pour représenter la diversité de la vie sur Terre. 
La chanson est introduite au Blues Hall of Fame de la Blues Foundation en 1999 dans la catégorie « Enregistrement classique du Blues (single) ». En 2010, elle est inscrite au registre national des enregistrements (National Recording Registry) de la bibliothèque du Congrès à Washington pour son importance culturelle. Elle reçoit un Grammy Hall of Fame Award en 2011,.

## Contexte
Né en 1897, Willie Johnson a appris à jouer de la guitare et a consacré sa vie au blues et à la musique gospel, en jouant au coin des rues et dans les salles de prières. Columbia Records avait une unité de gestion qui s'est rendue dans de petites villes pour enregistrer les talents locaux. Willie Johnson a enregistré 30 chansons pour eux lors de cinq sessions entre 1927 et 1930. Parmi les premiers, il y avait Dark Was the Night, Cold Was the Ground.

## Composition et enregistrement
Le titre de la chanson est emprunté à un chant qui était populaire dans le Sud des États-Unis au XIXe siècle auprès des chanteurs de fasola «Gethsemane», écrit par le pasteur anglais Thomas Haweis en 1792, commence par les lignes « Dark was the night, cold was the ground / on which my Lord was laid » (en français : « Noire était la nuit, froid était le sol / sur lequel mon Seigneur était couché »). L'historien de musique Mark Humphrey décrit la composition de Willie Johnson comme une interprétation impressionniste de chants courants dans les églises afro-américaines du Sud des Etats-Unis,,.
Dark Was the Night, Cold Was the Ground, d'une durée de 3 minutes et 21 secondes, est enregistré le 3 décembre 1927 à Dallas au Texas (Columbia 14303-D). C'est un morceau de gospel blues très instrumental ou Willie Johnson joue de la guitare et chante avec une forte expressivité. Le style de jeu de guitare  très spécifique au blues est en slide guitar : l'auteur utilise un canif ou un tube en verre (bottleneck) qu'il fait glisser sur le manche, la guitare a un accordage particulier pour ce style : Ré La Ré Fa♯ La Ré.
En 1928, le critique de blues, Edward Abbe Niles, fait l'éloge de Willie Johnson dans sa chronique pour The Bookman : évoquant ses « cris et gémissements violents, torturés et abyssaux, et son jeu de guitare inspiré »,. Son bourdonnement mélancolique à voie grave et le jeu de guitare donne l'impression d'un « gémissement à l'unisson », un style mélodique courant dans les églises baptistes où, au lieu d'harmoniser, un chœur fredonne ou chante la même partie vocale, mais avec de légères variations parmi ses membres. Bien que la voix de Johnson soit indiscernable, plusieurs sources indiquent que le sujet de la chanson est la crucifixion du Christ, en s'appuyant sur la source d'inspiration à l'origine de cette chanson.
La Grande Dépression ayant fortement ralenti les ventes, les enregistrements de Willie Johnson sont stoppés après 1930. Ses disques sont toutefois vendus de la fin des années 1920 jusque dans les années 1940 par les labels Columbia et Vocalion avec autant de succès que les stars de l'époque comme Bessie Smith,. Johnson est indemnisé de 50 $ par face « utilisable » (un montant toutefois substantiel pour l'époque), et un bonus pour renoncer aux redevances provenant de la vente des disques, qui ne lui permet pas de bénéficier des retombées économiques du succès qui profite à Columbia, à la suite du contrat qu'il avait signé à l'enregistrement.

## Héritage

### Musique
La musique de Johnson a connu un renouveau dans les années 1960 grâce, en grande partie, aux efforts du révérend Gary Davis, guitariste de blues. Figure très appréciée de la scène folk new-yorkaise en plein essor, Gary Davis a donné des copies des disques de Johnson à de jeunes musiciens et leur a appris à jouer ses chansons. Les Soul Stirrers, Staples Singers, Buffy Sainte-Marie et Peter, Paul & Mary ont tous repris Willie Johnson. En 1969, le groupe folk-rock anglais Fairport Convention a sorti l'album What We Did on Our Holidays qui comprenait une chanson inspirée de Dark Was the Night, Cold Was the Ground intitulée The Lord Is in this Place...How Dreadful Is this Place.
Un album de compilation intitulé Dark Was the Night a été publié en 2009 par la Red Hot Organisation, un organisme de bienfaisance qui sensibilise aux problèmes du VIH et du sida à travers la musique. Le Kronos Quartet a enregistré un arrangement de Dark Was the Night, Cold Was the Ground qui apparaît sur l'album. 
La chanson Excavating Rita de Half Man Half Biscuit sur leur album de 2011 90 Bisodol (Crimond) cite le titre de la chanson.
Le chanteur-guitariste Jack White des White Stripes a qualifié Dark Was the Night, Cold Was the Ground de « plus grand exemple de guitare slide jamais enregistré » et a utilisé la chanson comme standard et inspiration pour la musique rock qui a suivi dans son sillage, comme Whole Lotta Love de Led Zeppelin.
En 2003, John Clarke dans The Times écrivait que Dark Was the Night, Cold Was the Ground était « le morceau de blues le plus intense et le plus surprenant jamais réalisé ». Francis Davis, auteur de The History of the Blues est du même avis, en écrivant : « Rien que pour son intensité, sa douleur spirituelle, il n'y a rien d'autre de la période à comparer à Dark Was the Night, Cold Was the Ground de Willie Johnson, sur lequel sa guitare joue le rôle d'un prédicateur et sa voix muette le rôle d'une congrégation ravie »,.
L'enregistrement de Willie Johnson de Dark Was the Night, Cold Was the Ground a également été ajouté par la Bibliothèque du Congrès américain au National Recording Registry en 2010. Le National Recording Registry compile les enregistrements jugés « culturellement, historiquement ou esthétiquement importants ».

### Film
Dark was the Night, Cold was the Ground a été utilisé sur la bande originale nommée aux Oscars du film classique de Pier Paolo Pasolini, L'Evangile selon saint Matthieu, dans des scènes où Judas Iscariote se lamente en trahissant le Christ et où un estropié demande à être guéri.
Ry Cooder a basé sa bande originale du film primé à la Palme d'Or : Paris, Texas sur Dark was the Night, Cold was the Ground, qu'il a décrit comme « la pièce la plus émouvante et transcendante de toute la musique américaine ». Wim Wenders, le réalisateur de Paris, Texas, a inclus la musique et la vie de Blind Willie Johnson dans son documentaire The Soul of a Man sorti en 2003, produit pour la série The Blues de PBS.
On peut entendre aussi cette chanson dans la série À la Maison-Blanche (The West Wing) (S05E13) en 2004, dans le film The Devil's Rejects de Rob Zombie (2005) et dans celui de Michael Mann : Public Enemies (2009). Dark was the Night, Cold was the Ground donne son titre à un épisode de la série Grey's Anatomy (S08E09).

### Voyager Golden Record

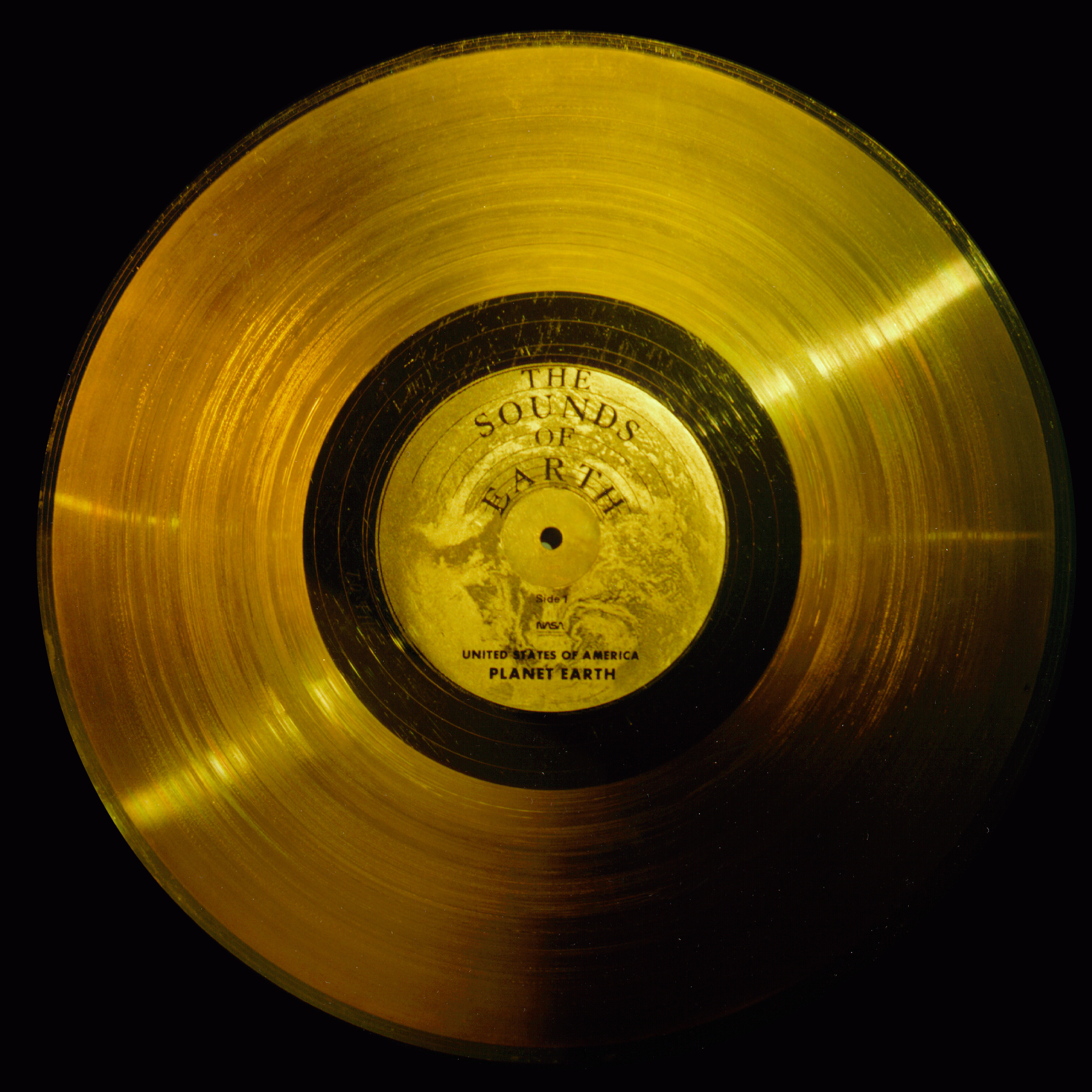
Le Voyager Golden Record.

En 1977, l'astronome américain, Carl Sagan et d'autres chercheurs ont collecté des sons et des images de la planète Terre pour les graver sur deux disques en or fixés chacun sur les sondes spatiales Voyager 1 et Voyager 2.
Le Voyager Golden Record comprend des enregistrements de grenouilles, grillons, volcans, un rythme cardiaque humain, des rires, des salutations en 55 langues et 27 morceaux de musique. Parmi les 27 chansons sélectionnées pour le disque d'or Voyager, Dark Was the Night, Cold Was the Ground a été choisi par le consultant de la NASA Timothy Ferris, parce que, selon ce dernier : « la chanson de Johnson concerne une situation à laquelle il a été confronté à plusieurs reprises : la tombée de la nuit sans endroit pour dormir. Depuis que les humains sont apparus sur Terre, le linceul de la nuit n'est pas encore tombé sans toucher un homme ou une femme dans le même sort",,. »
En 2017, l'histoire de l'inclusion de la chanson Blind Willie Johnson dans la sonde Voyager a été racontée dans la série documentaire Américain Epic, réalisé par Bernard MacMahon et primée en 2017,. Le film était accompagné d'un album de compilation, American Epic: The Best of Blind Willie Johnson, présentant des restaurations radicalement améliorées de seize enregistrements de Johnson,,.